# Cmentarz żydowski w Jaśle
Cmentarz żydowski w Jaśle – cmentarz żydowski w Jaśle przy ul. Floriańskiej (sąsiadujący z domem nr 38).
Cmentarz został założony w XIX wieku. Jest on otoczony niekompletnym betonowym murem i zajmuje powierzchnię 0,33 ha. Cmentarz założyła jasielska gmina żydowska na gruncie zakupionym przy granicy miasta z Sobniowem. Najstarsza zachowana macewa pochodzi z 1903 r. W dniu 11 września 1942 r. na terenie cmentarza hitlerowcy wymordowali jasielskich Żydów. Po II wojnie światowej w centralnym punkcie nekropolii ustawiono pomnik ku czci pomordowanych i upamiętniające ich macewy. Na terenie cmentarza znajduje się również kwatera żołnierzy żydowskich poległych w armii austriackiej podczas I wojny światowej. Cmentarz jest w bardzo złym stanie – większość macew jest przewrócona i nieczytelna. Na cmentarzu zachowało się około 100 nagrobków.

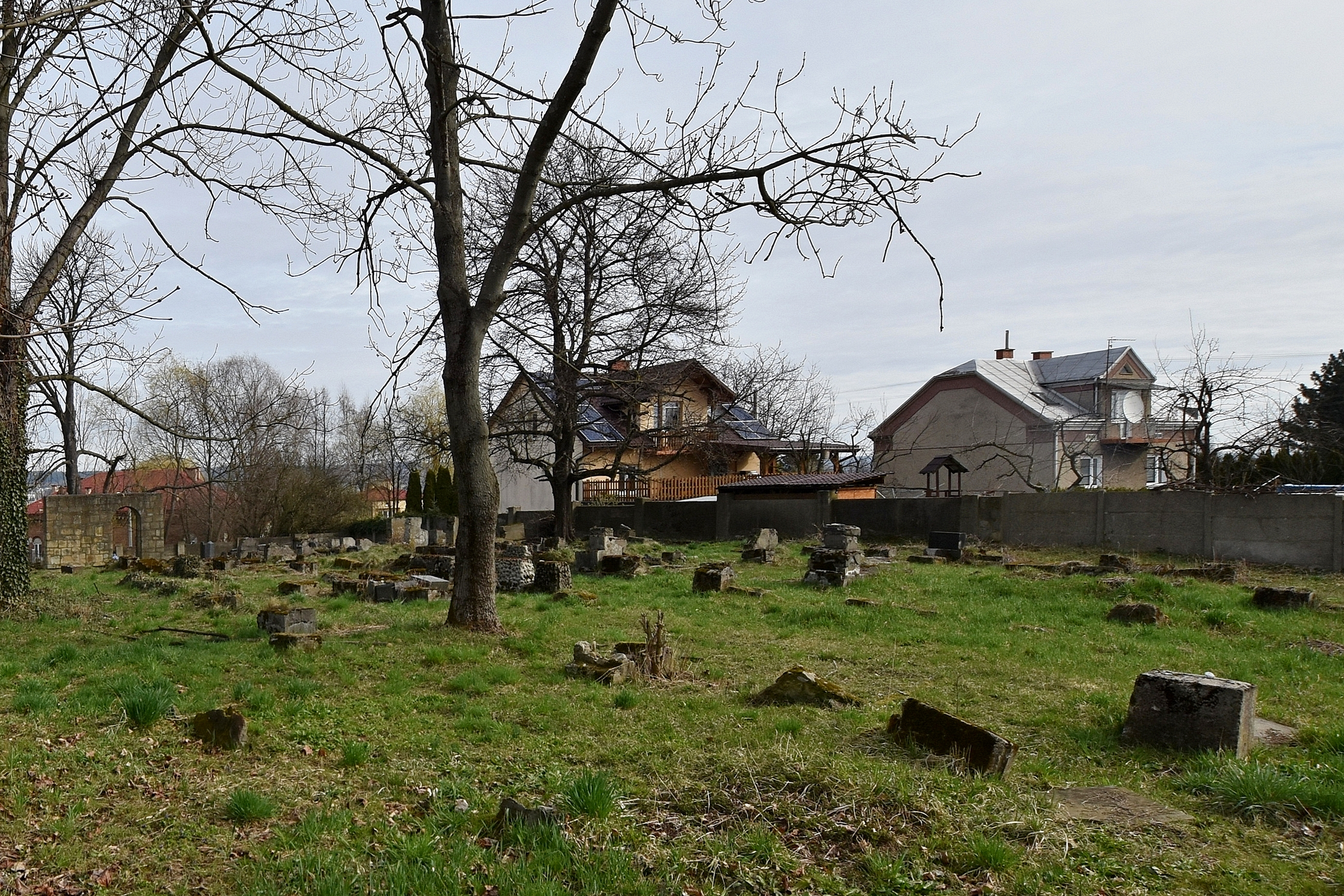
Widok ogólny
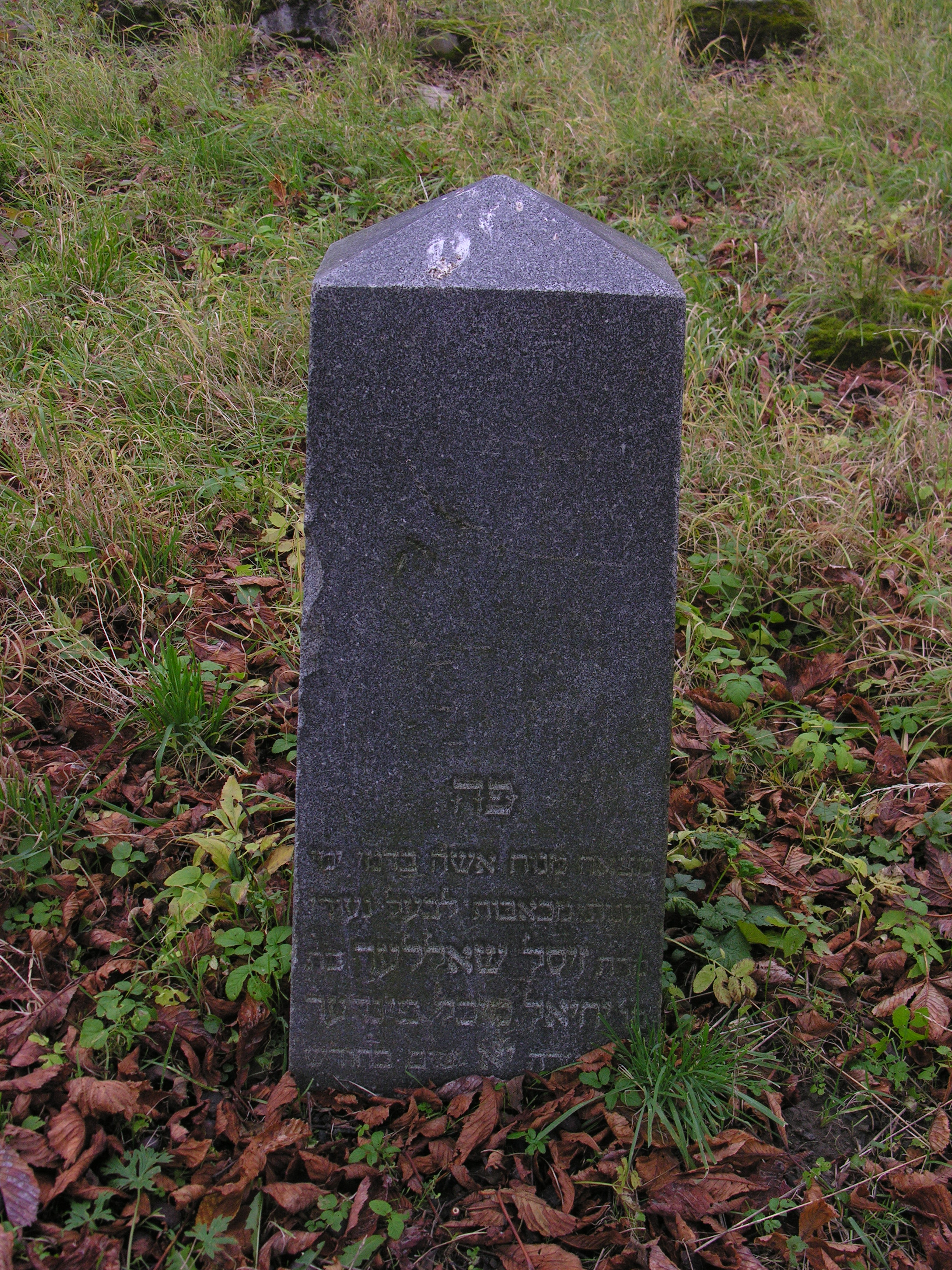
Macewa
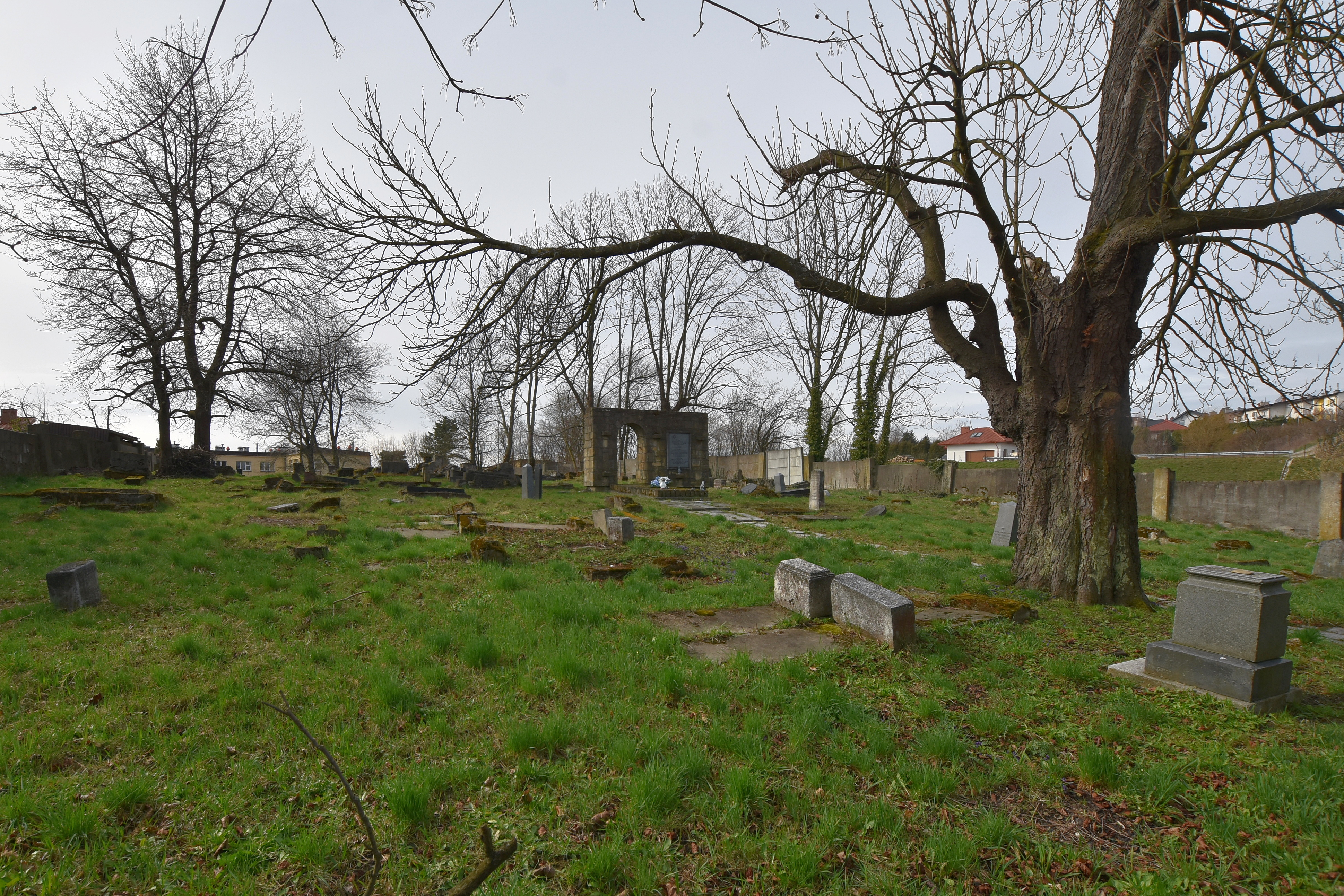
Fragment cmentarza